# Belize na letních olympijských hrách
Belize na letních olympijských hrách startuje od roku 1968. Toto je přehled účastí, medailového zisku a vlajkonošů na dané sportovní události.

## Účast na Letních olympijských hrách
| Dějiště LOH            | LOH      | Vlajkonoš                 | Zlatá medaile | Stříbrná medaile | Bronzová medaile | Celkem |
| ---------------------- | -------- | ------------------------- | ------------- | ---------------- | ---------------- | ------ |
| 1968 Ciudad de México  | LOH 1968 | nebyl                     |               |                  |                  | 0      |
| 1972 Mnichov           | LOH 1972 | Gimore Hinksen            |               |                  |                  | 0      |
| 1976 Montréal          | LOH 1976 | nebyl                     |               |                  |                  | 0      |
| 1980 Moskva            | 1980     |                           |               |                  |                  | Ne     |
| 1984 Los Angeles       | LOH 1984 | Lindford Gillitt          |               |                  |                  | 0      |
| 1988 Soul              | LOH 1988 | nebyl                     |               |                  |                  | 0      |
| 1992 Barcelona         | LOH 1992 | nebyl                     |               |                  |                  | 0      |
| 1996 Atlanta           | LOH 1996 | Eugène Muslar             |               |                  |                  | 0      |
| 2000 Sydney            | LOH 2000 | Emma Wade                 |               |                  |                  | 0      |
| 2004 Athény            | LOH 2004 | Emma Wade                 |               |                  |                  | 0      |
| 2008 Peking            | LOH 2008 | Jonathan Williams         |               |                  |                  | 0      |
| 2012 Londýn            | LOH 2012 | Kenneth Medwood           |               |                  |                  | 0      |
| 2016 Rio de Janeiro    | LOH 2016 | Brandon Jones             |               |                  |                  | 0      |
| 2020 Tokio             | LOH 2020 | Samantha Dirks Shaun Gill |               |                  |                  | 0      |
| 2024 Paříž             | LOH 2024 |                           |               |                  |                  | x      |
| Celkem                 | 13       |                           | 0             | 0                | 0                | 0      |
| Zdroj na Olympedia.org |          |                           |               |                  |                  |        |